# Saint-Dizant-du-Bois
Saint-Dizant-du-Bois é uma comuna francesa na região administrativa da Nova Aquitânia, no departamento de Charente-Maritime. Estende-se por uma área de 4,16 km². Em 2010 a comuna tinha 111 habitantes (densidade: 26,7 hab./km²).